# 柳生厳勝
柳生 厳勝（やぎゅう としかつ/よしかつ）は、戦国時代から江戸時代初期にかけての武士。通称は新次郎。 新陰流の剣豪・柳生宗厳の長男。尾張柳生初代柳生利厳の父として知られる。

## 概略
大和の国人で新陰流を修めた兵法家としても名高い柳生宗厳の長子として生まれる。生年について同時代の資料はないものの、柳生家の家譜『玉栄拾遺』では天文21年（1552年）とある。厳勝について触れた同時代の史料としては、織田信長の重臣柴田勝家が宗厳に宛てた書簡のなかで父と共に勝家と面会したことに触れられており、宗厳の嫡男として活動していたと見られるが、以降の記録は乏しくなる。
宗厳は元亀2年（1571年）に主君・松永久秀に従って筒井順慶が守る辰市城を攻めて大敗を喫しているが、同時代に書かれた日記である『多聞院日記』ではこの戦いで負傷した者として「柳生息」 (宗厳の子)が挙げられている。この負傷した人物が宗厳の子供のうちの誰なのか明言はないものの、後に厳勝の子孫が仕える尾張藩に厳勝が戦傷で障害を負ったという話が伝わっていることと併せて、この傷が元で以降は柳生庄に引き籠っていたと見る向きが強い。
一方で剣術に関連する記録は元亀2年以降のものも存在し、文禄5年（1596年）8月には、宗厳の兄弟子である疋田景兼の自筆と思われる「文禄五年八月廿四日　疋田豊五郎入道栖雲斎　柳生新次郎殿」という厳勝宛の表書が残っている。厳勝の子孫である柳生厳長は、この時厳勝は景兼から 新陰流の口伝を授かったとしており、さらに慶長11年（1606年）2月には晩年の父・宗厳より「残す無く相続せしめ」として皆伝印可を受けている。元和2年（1616年）4月5日死去。

## 子孫
- 長男久三郎は 浅野幸長に5百石で仕えたが慶長2年（1597年）2月21日、朝鮮蔚山にて弱冠21歳で戦死したという[6]。
- 次男利厳は宗厳より、宗厳が師・上泉信綱から与えられた印可状・目録の一切と共に相伝を受け[7]、元和元年（1615年）に尾張徳川家に5百石で出仕し、藩主・徳川義直に兵法を伝授した。利厳以降も柳生家は代々藩主の師範を務めて「御流儀」と賞され[8]、現代にいたるまで新陰流の普及を続けている[9]。
- 三男・権右衛門は元和2年（1616年）土御門左衛門の取次により伊達政宗に仕えて知行六拾貫四百拾七文を拝領した[10]。

## 伝承
- 尾張藩の史料を編纂した『名古屋市史』では厳勝について「浮田和泉守の小姓となり、400石を得たが、16歳の時の初陣で銃傷を負ったために、廃人になり柳生庄に戻った」とする[8]。
- 弟・宗矩の子孫が残した『柳生藩旧記』をはじめとする家譜や幕府が編纂した『寛政重修諸家譜』では、厳勝について「筒井順慶 に属して 柳生の庄を領有したが、何らかの事情があって本領を去り、他国を遍歴したのち旅先で客死した。そのため宗矩が家督を継いだ」[11][12]と記述している。ただし厳勝は元亀2年（1571年）以降も、6名の子女を儲けており、障害のある身体で多数の子女を連れての漂泊の生活は現実的でないとして、依然として柳生庄に居住していたと考えられている[11]。
- 宗厳の死後、家督は本領2千石と共に徳川家に仕えた末弟・宗矩が継いだとされるが、柳生厳長は『正傳新陰流』において自家の口伝として家督は厳勝が継いだという話があるとしている[13]。また『名古屋市史』には厳勝の死後、その所領を宗矩が独占したために厳勝の子・利厳が艱難したとあり[8]生前の厳勝がいくらかの所領を有していたともとれる記述になっている。一方で宗厳本人の残した史料としては、死の7年前の慶長4年（1599年）に旅先から妻に宛てた書簡で、自分が死んだ場合は財産を宗矩に与えるよう指示しており[14]、この時点では宗矩の家督継承を前提としている様子がある。

## 系譜
- 父：柳生宗厳（1527-1606）
- 母：奥原助豊の娘・奥原鍋（春桃御前）
- 正室： 
  - 長男：柳生久三郎 （1577-1597）
  - 次男：柳生利厳（1579-1650）
  - 三男：柳生権右衛門（-1635）
  - 娘：森嶋市助室
  - 娘：山崎勘左衛門室
  - 娘：柳生主馬室